# 福武枯木
福武 枯木（ふくたけ こぼく、1886年8月10日 - 1969年7月7日）は、日本の大正から昭和期に活動した俳人。作詞家としては、本名の福武 周夫（ふくたけ ちかお）名義を使用している。岡山県出身。

## 生涯
1886年（明治17年）、岡山県小田郡三谷村（現在の矢掛町）横谷で福頼神社社家の福武喜雨造・知与夫妻の長男として出生。旧制岡山中学校を経て神宮皇學館を卒業。母校の岡山中学校教員在職時に笠井栖乙らと丘上俳句会を結成し、旧制第六高等学校教官らが組織した六六会を通じて志田素琴や大須賀乙字らに師事した。
1923年（大正12年）、兵庫県の旧制尼崎中学校へ転任。この時期には本名の周夫名義により朝日新聞社が懸賞公募した「全国中等学校優勝野球大会の歌」や、初代の「尼崎市歌」で入選を果たしている。
1927年（昭和2年）に父の喜雨造が急逝し、家を継ぐため矢掛に帰郷する。以後『獺祭』や『草上』『東災』など岡山を拠点に立ち上げられた俳句同人各誌で創刊に携わり、その作風は『岡山の俳句』の人物紹介において「温雅、清高、貴公子を思わせるものがある」と評されている。
1969年（昭和44年）7月7日逝去。享年84（満82歳没）。没後に遺稿集『枯木翁句集』が刊行された。墓所は矢掛町横谷の先祖代々の塋域に在り「枯木翁之墓」の銘が彫られている。

## 著作
- 枯木翁句集（日本文教出版、1970年） NCID BB04468264

### 作詞
いずれも本名の福武周夫名義。
- 尼崎市歌（作曲：小部卯八） - 初代。
- 全国中等学校優勝野球大会の歌（作曲：信時潔）
- 矢掛町立矢掛小学校校歌（作曲：森清）
- 旧能代市立渟城第一小学校校歌（作曲：成田為三）